# Kosso Eloul

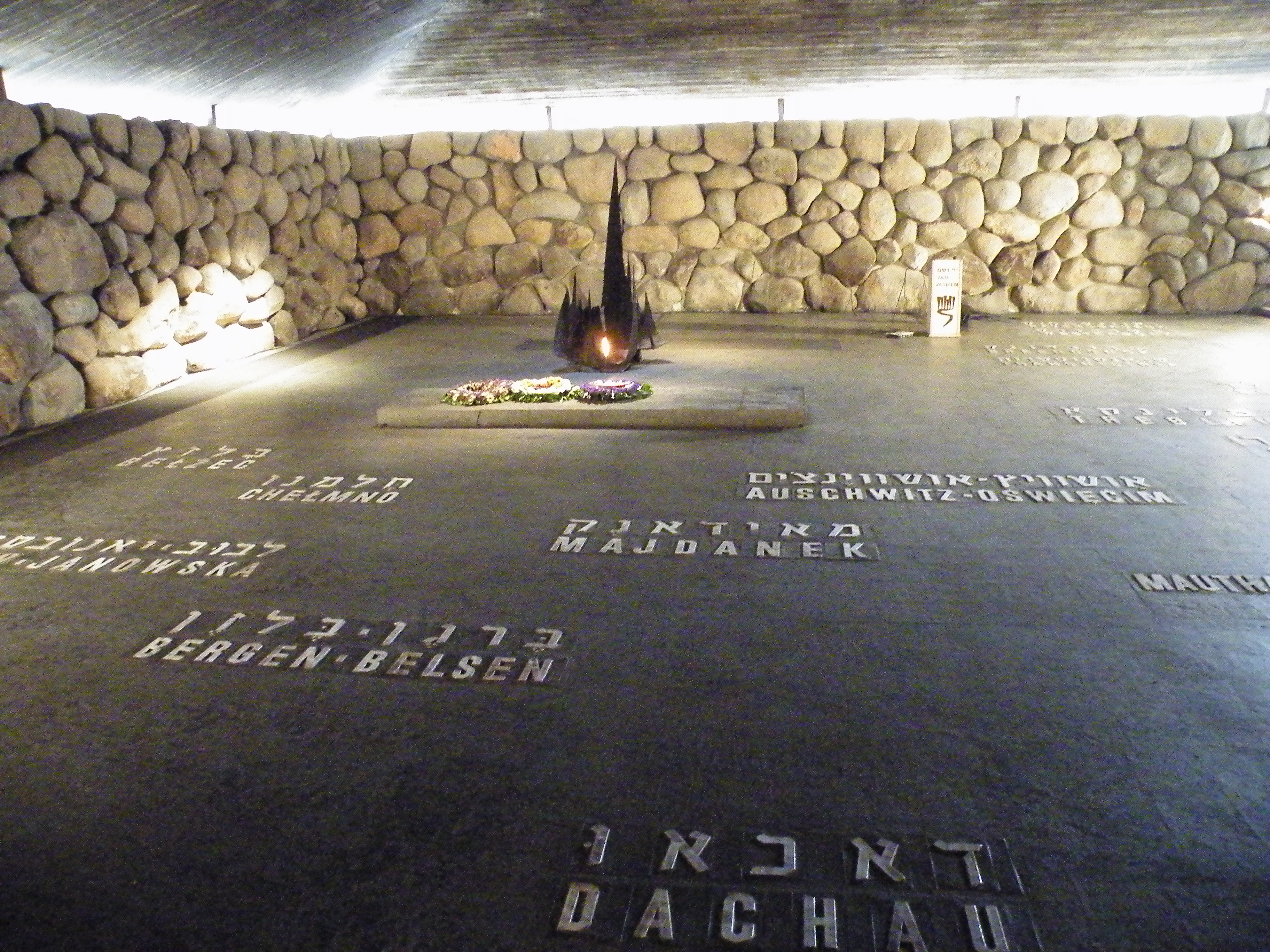
Ewige Flamme in Yad Vashem von Kosso Eloul

Kosso Eloul (* 22. Januar 1920 in Murom in der damaligen Sowjetunion; † 8. November 1995 in Toronto, Kanada) war ein israelisch-kanadischer Bildhauer. Eloul hat die Ewige Flamme in Yad Vashem in der Form eines zerbrochenen Bronzekelchs gestaltet.

## Leben und Werk
Die Familie von Eloul emigrierte im Jahre 1924 in das Mandatsgebiet von Palästina nach Tel Aviv. Ab dem Jahr 1938 war Eloul zur Ausbildung zum Bildhauer an der Bezalel Academy of Art in Jerusalem und 1943 ging er in die USA, wo er zuerst bei Frank Lloyd Wright am Art Institute of Chicago und ab 1943 bei László Moholy-Nagy an der Chicago School of Design war. Im gleichen Jahr zog er nach Philadelphia und diente von 1943 bis 1944 bei der Amerikanischen Marine. Nach dem Zweiten Weltkrieg kehrte er nach Palästina zurück und war Teilnehmer des Palästinakrieg 1948.
Eloul zog 1948 nach Ramat Gan, wo er ein Atelier hatte und er wurde Kurator der Künstlergruppe New Horizons. Im Jahr 1951 hatte er seine erste Einzelausstellung im Tel Aviv Museum of Art und 1958 er vertrat Israel auf der Biennale di Venezia. Eloul nahm an verschiedenen Bildhauersymposien teil, unter anderem 1961 am Bildhauersymposion Forma Viva in Jugoslawien und 1962 in der Negevwüste in Israel. 1963 nahm er in Berlin mit Herbert Baumann, Erich Reischke und Yasuo Mizui am so genannten Mauersymposion Berlin teil, dem (Symposion europäischer Bildhauer 1961–1963 von Karl Prantl), wo Eloul eine steinerne Skulptur in Berlin-Tiergarten schuf.
In 1964 verließ Eloul Israel nach Toronto in Kanada. Von 1965 bis 1966 war er an der California State University, Long Beach. Im Jahr 1965 organisierte er ein Bildhauersymposion an dem u. a. die niederländischen Bildhauer Joop Beljon und Lucien den Arend teilnahmen. Von Kosso Eloul befinden sich zahlreichen Städten Kanadas Skulpturen im öffentlichen Raum. Seine Metallskulpturen stellen Abstrakte Kunst dar und sind minimalistisch.

## Werke (Auswahl)
- 1950 Abstrakt, Museum of Art Ein Harod
- 1960 Ewige Flamme, Yad Vashem in Jerusalem
- 1963 Ohne Titel, Mauersymposion Berlin in Berlin
- 1964 Genesis, Storm King Art Center
- 1965 Hardfact, California State University, Long Beach
- 1968 Dual System, Hebrew Union College Los Angeles
- 1970 Double You, Al Green Sculpture Park in Toronto
- 1972 Alat, Al Green Sculpture Park
- 1973 Time in Kingston
- 1977 Canadac, Irving Zucker Sculpture Garden von der Hamilton Art Gallery in Hamilton
- 1978 Skulptur in Mexiko-Stadt
- 1979 Toron in Québec
- 1981 Solstice in Scarborough, Ontario
- 1983 Passages in Guelph
- 1984 Time Capsule in Toronto
- 1994 Skulptur an der Kanadischen Botschaft in Peking

## Fotogalerie

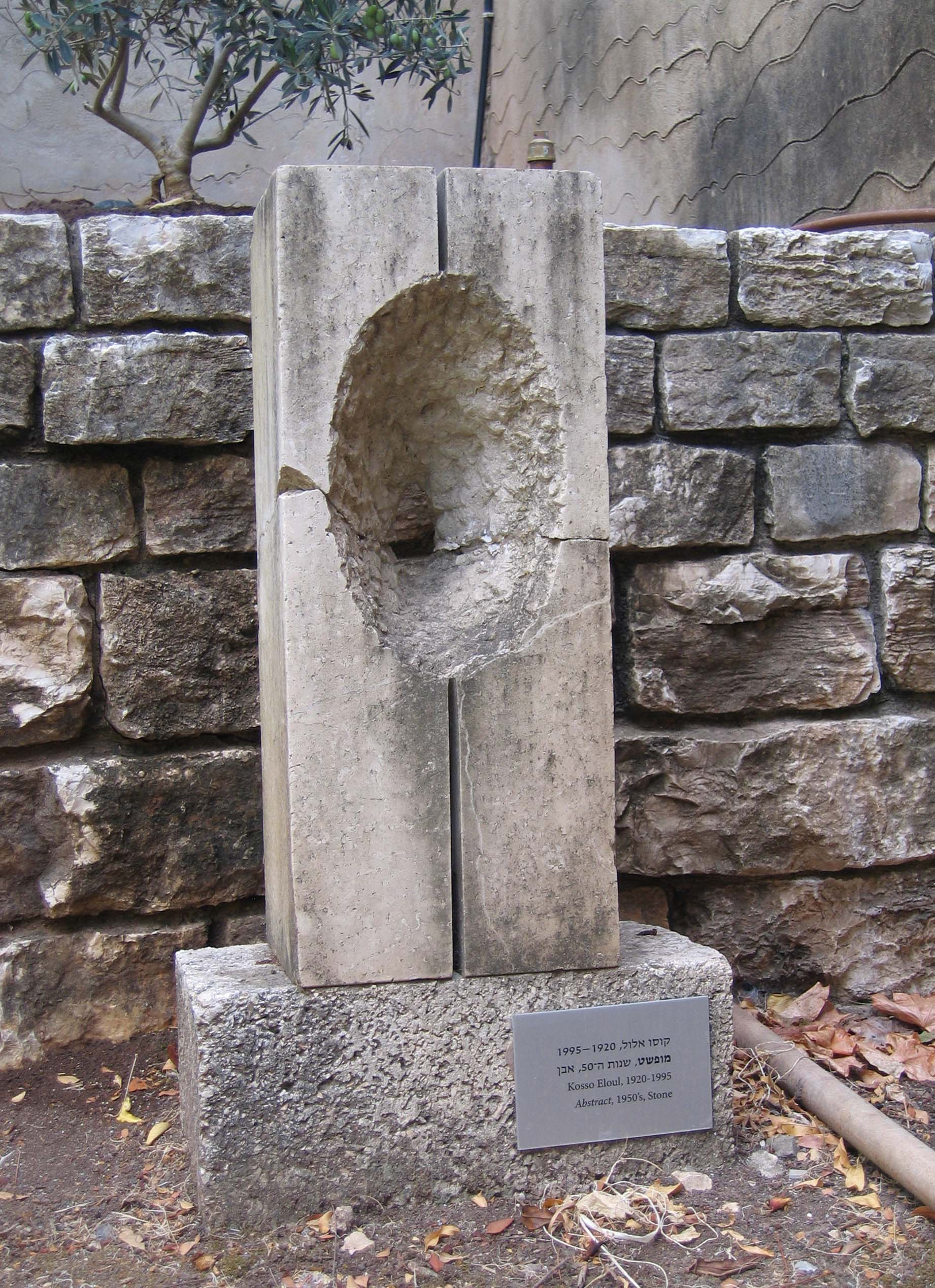
Abstrakt (1950)
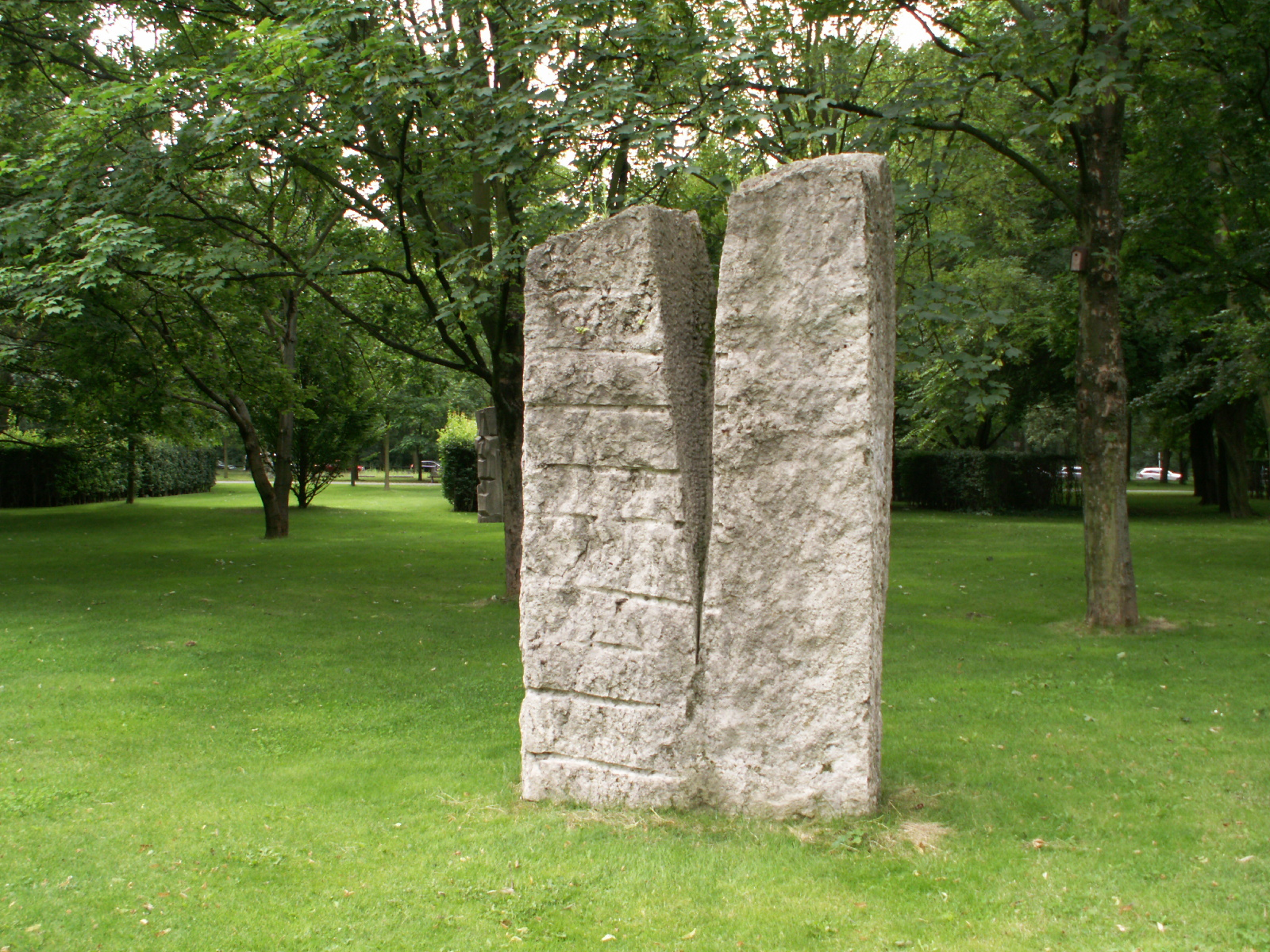
Untitled (1963), Berlin
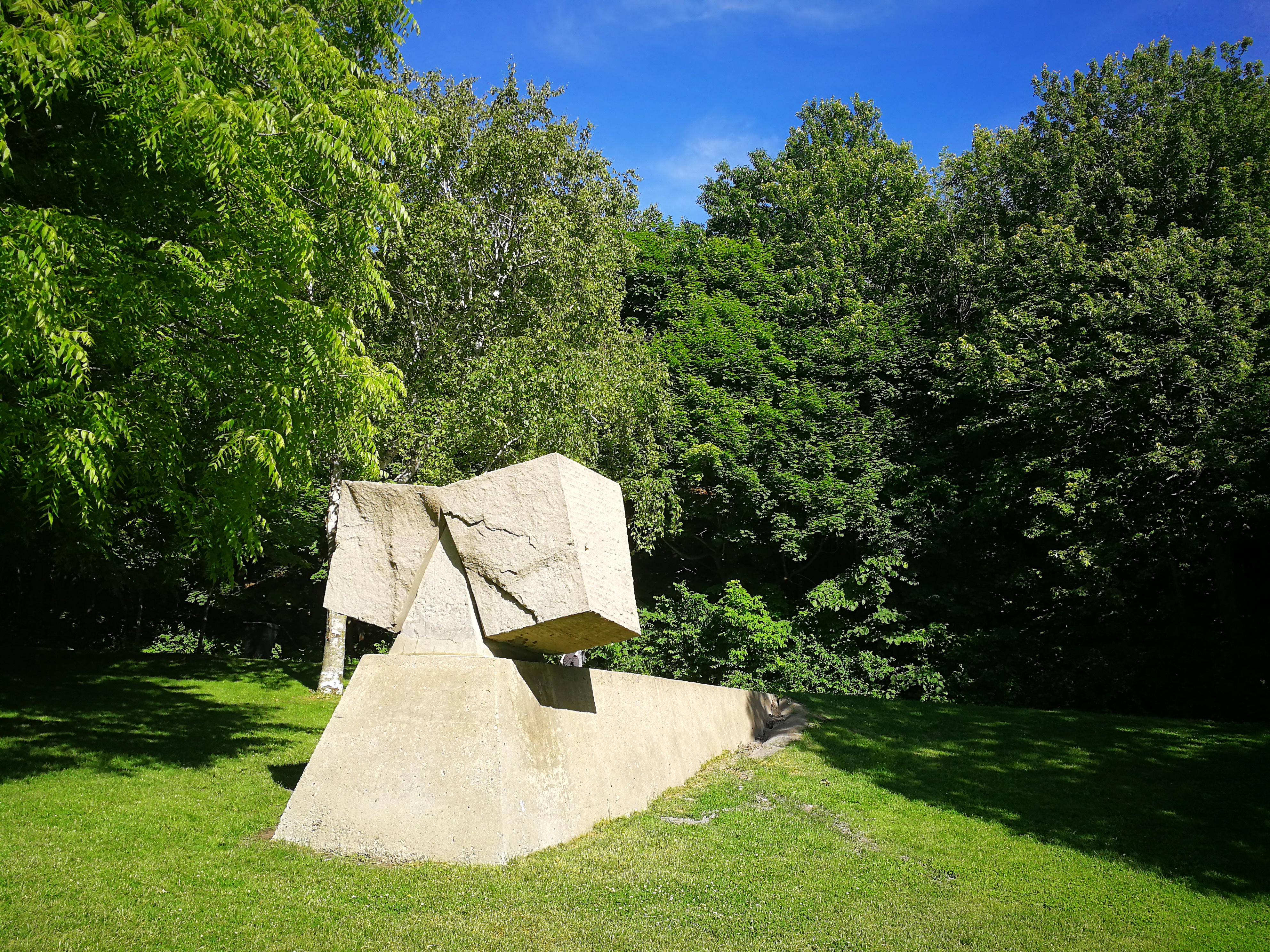
Optimax (1964), Bildhauersymposium Parc du Mont-Royal, Montreal
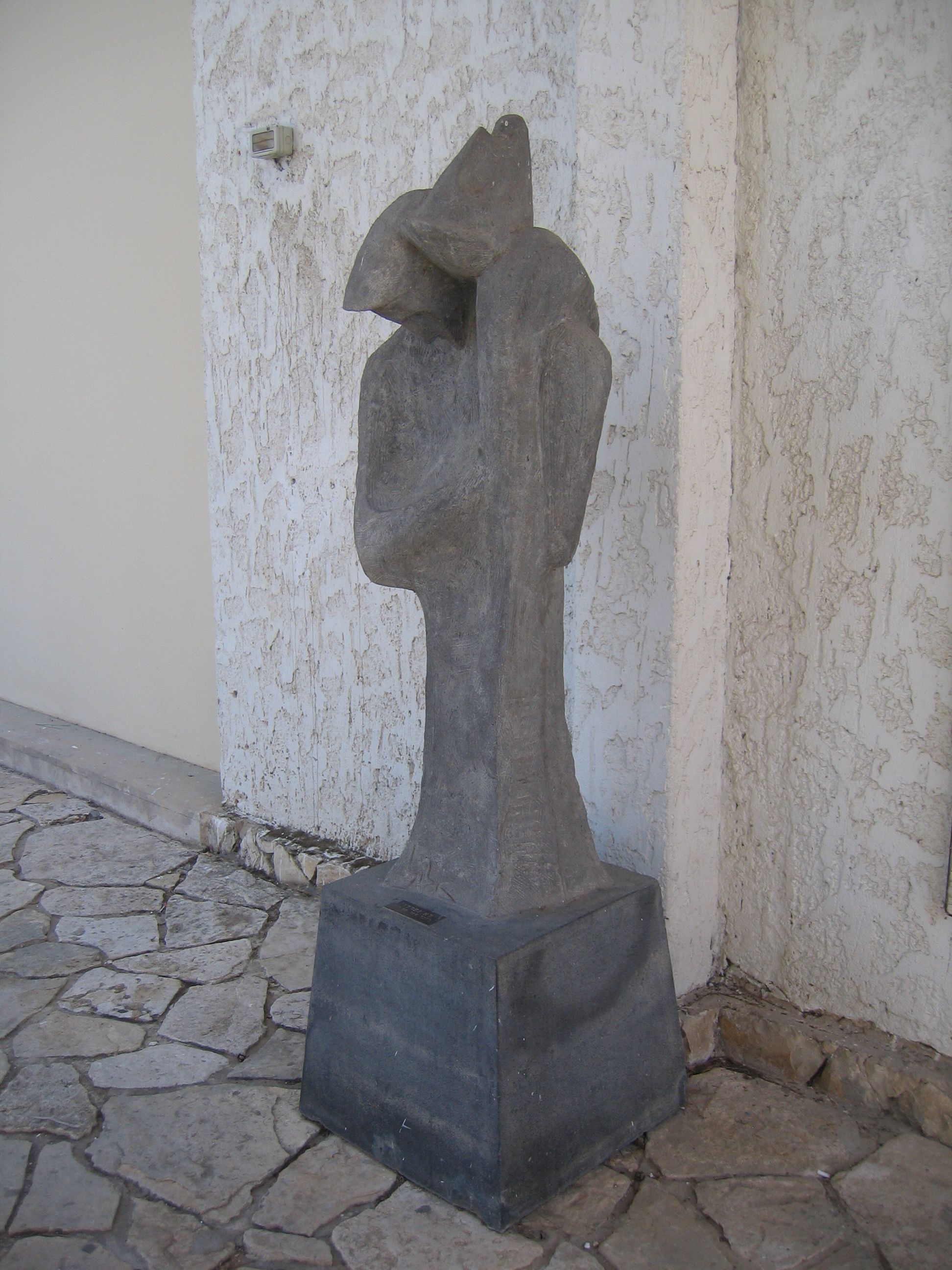
Never been separated from, Petach Tikva Museum of Art
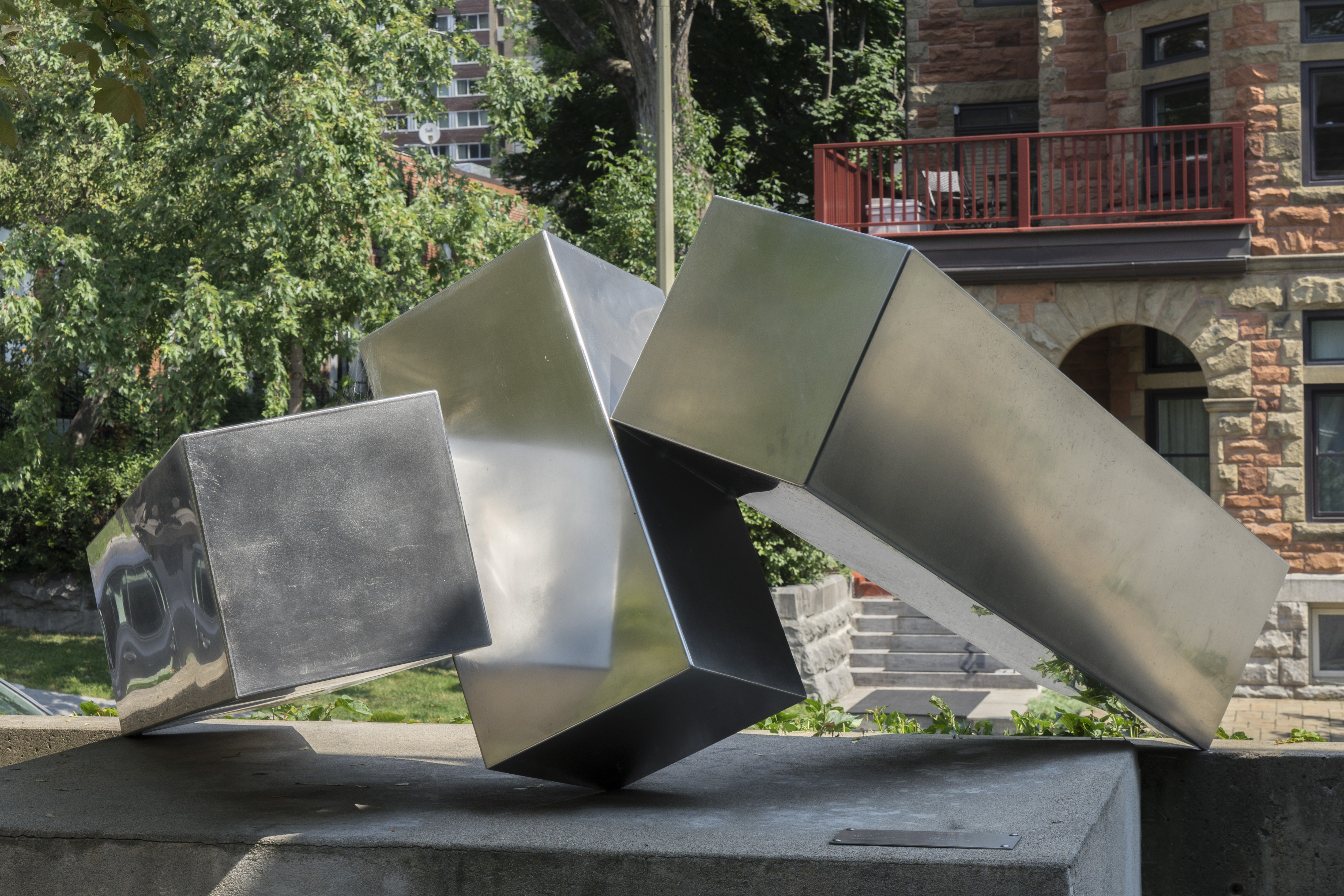
Shlosha (1974), Musée des beaux-arts de Montréal
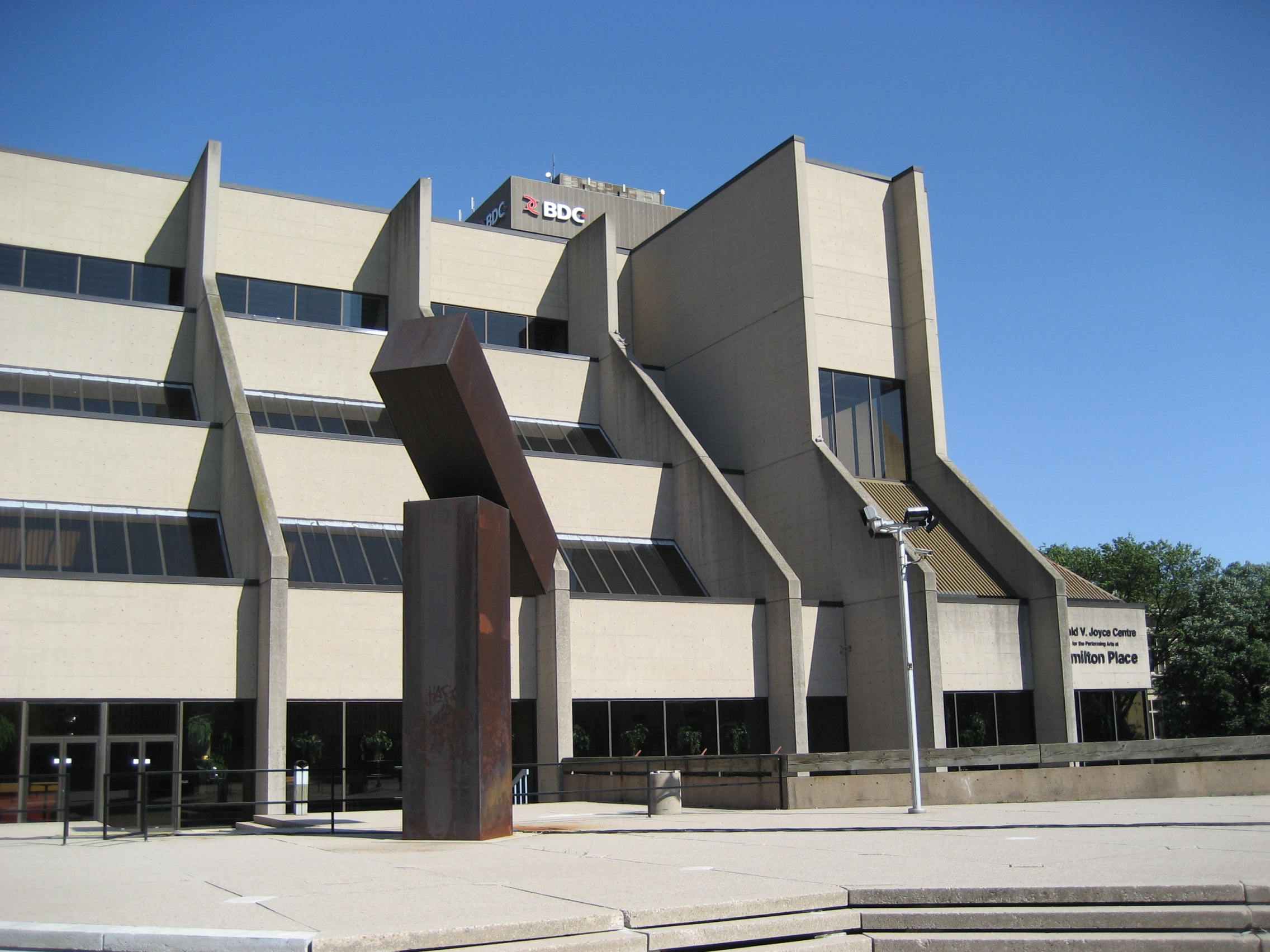
Canadac (1977), Hamilton
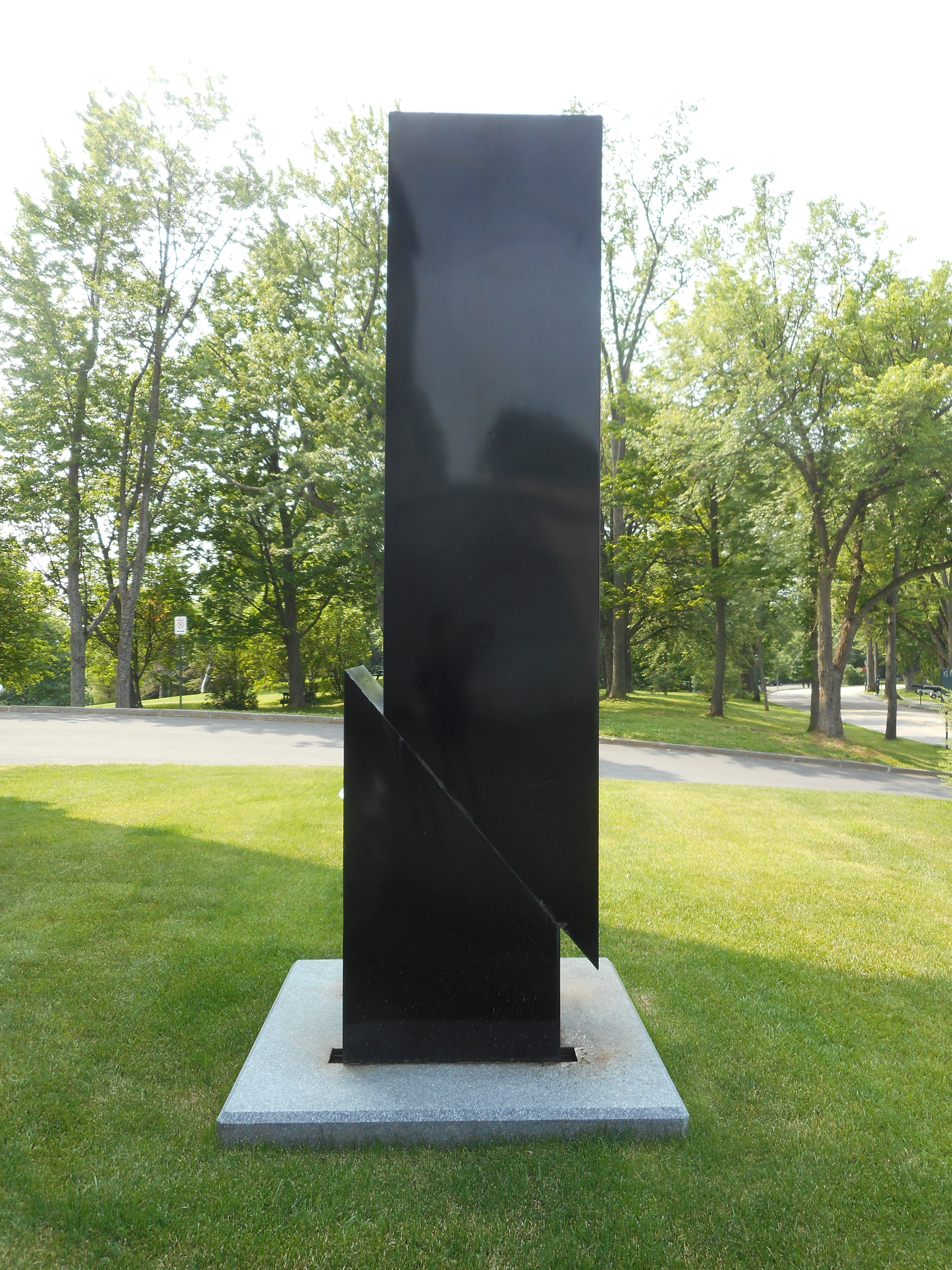
Toron (1979), Musée national des beaux-arts du Québec
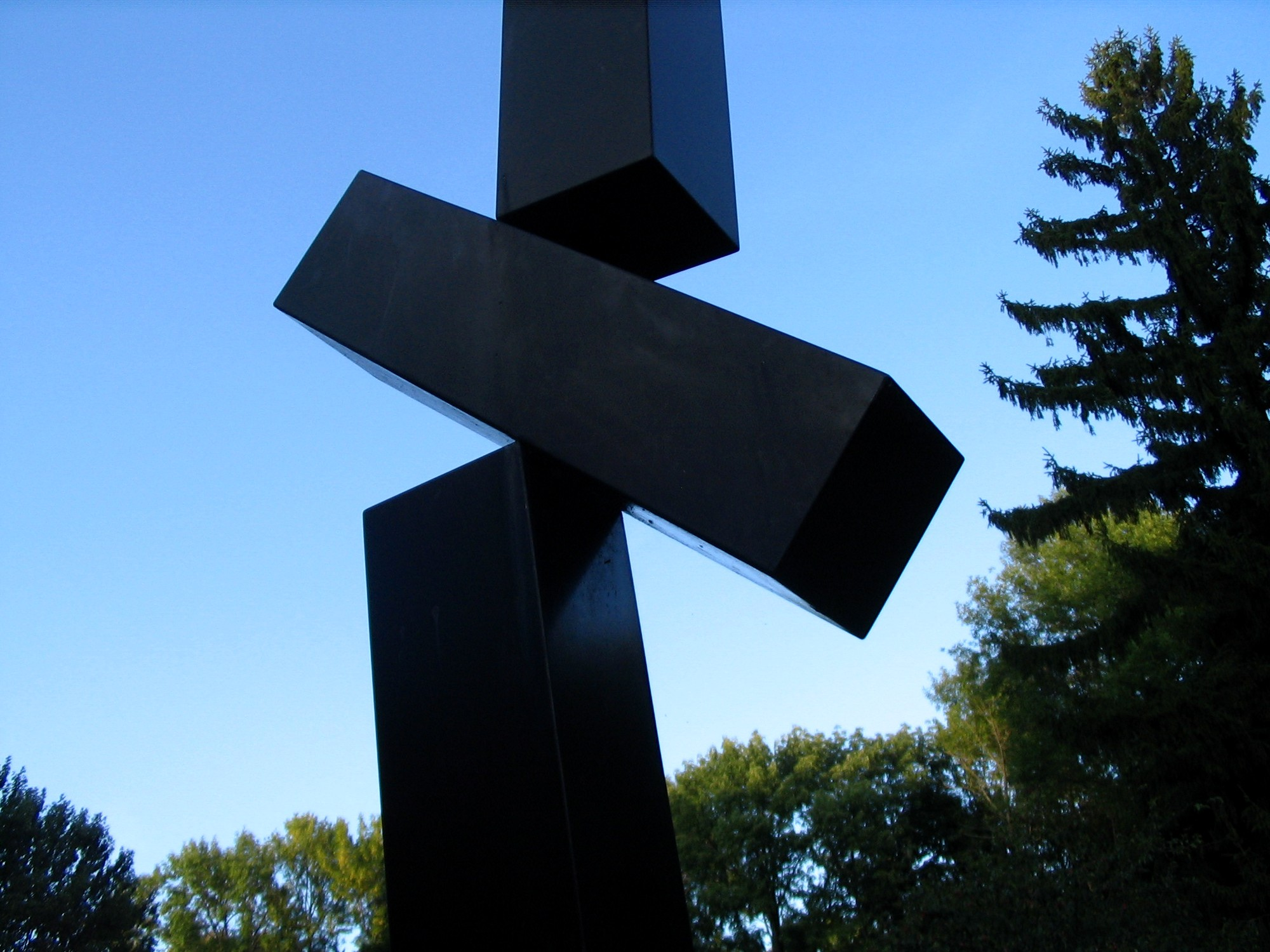
Solstice (1981), Scarborough (Ontario)
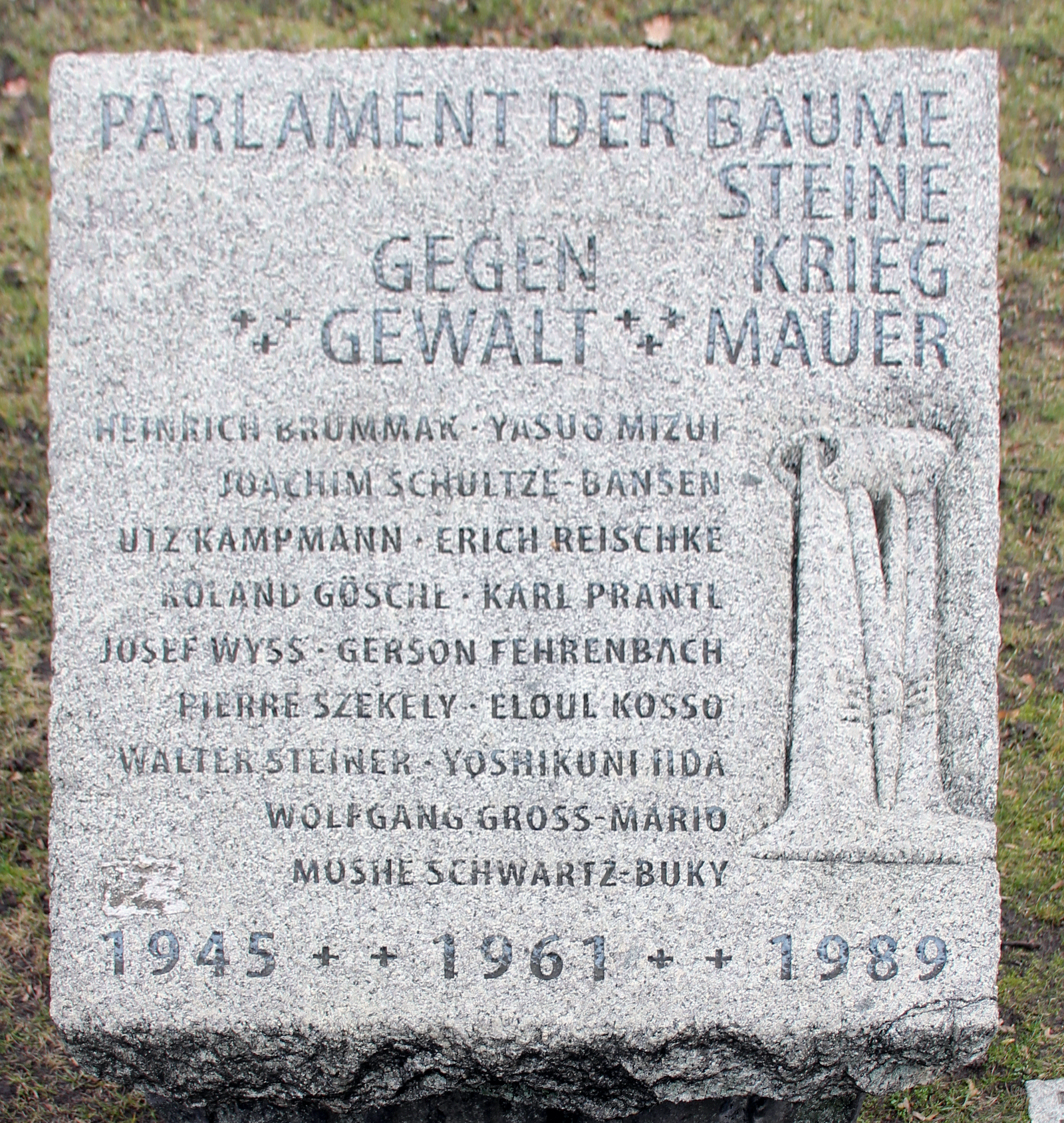
Parlament der Bäume, Berlin
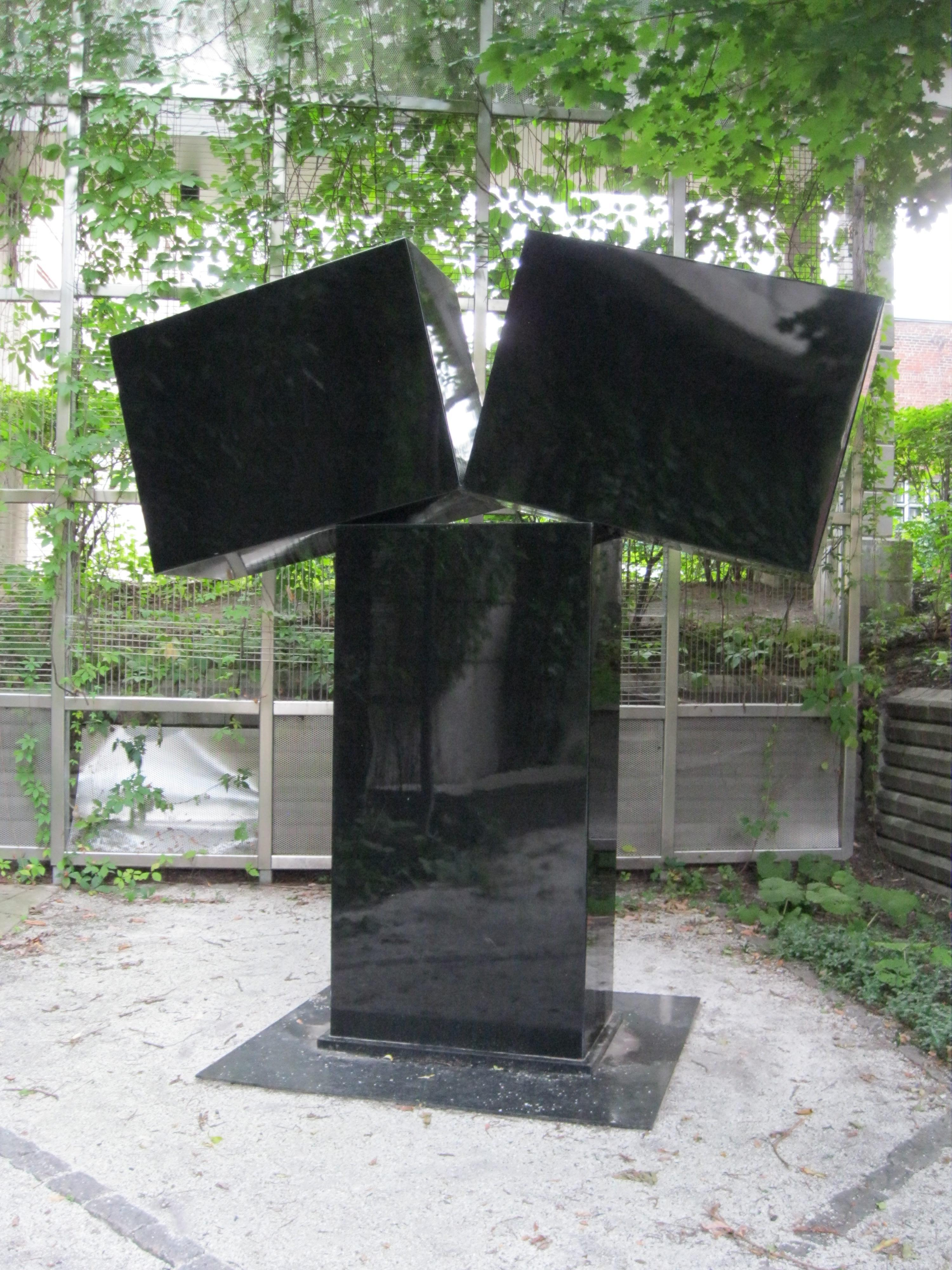
Équinoxe (1980–1983), Musée des beaux-arts de Montréal